# Liste der grönländischen Staatsunternehmen
Die Liste der grönländischen Staatsunternehmen beinhaltet alle Unternehmen, die sich teilweise oder vollständig in Besitz der grönländischen Regierung befinden.

## Liste
| Unternehmen                        | Besitzanteil           | Branche                      | Gründungsjahr | Sitz     | Direktor                             | Aufsichtsratsvorsitzender             | Umsatz (2023)            | Quelle (CVR) |
| ---------------------------------- | ---------------------- | ---------------------------- | ------------- | -------- | ------------------------------------ | ------------------------------------- | ------------------------ | ------------ |
| Royal Greenland                    | 100 %                  | Fischereiindustrie           | 1990          | Nuuk     | vakant                               | Maliina Abelsen (seit 2022)           | 5.796 Mio. DKK           | [ 2 ]        |
| KNI                                | 100 %                  | Handel                       | 1992          | Sisimiut | Jeppe Jensen (seit 2021)             | Inger Eriksen (seit 2022)             | 2.997 Mio. DKK (2022/23) | [ 3 ]        |
| Air Greenland                      | 100 % (bis 2019: 33 %) | Luftfahrt                    | 1960          | Nuuk     | Jacob Nitter Sørensen (seit 2017)    | Malik Hegelund Olsen (seit 2024)      | 1.543 Mio. DKK (2022)    | [ 4 ]        |
| Royal Arctic Line                  | 100 %                  | Schifffahrt                  | 1992          | Nuuk     | Niels Clemensen (seit 2023)          | Paaviaaraq Heilmann (seit 2022)       | 1.166 Mio. DKK (2022)    | [ 5 ]        |
| Tusass                             | 100 %                  | Telekommunikation, Postwesen | 1993          | Nuuk     | Toke Binzer (seit 2024)              | Ulrik Blidorf (seit 2022)             | 824 Mio. DKK             | [ 6 ]        |
| INI                                | 100 %                  | Wohnungsvermietung           | 1993          | Sisimiut | Henrik Rafn (seit 2015)              | Mads Barlach Christensen (seit 2017)  | 98,4 Mio. DKK            | [ 7 ]        |
| Illuut                             | 100 %                  | Wohnungsbauwesen             | 2009          | Nuuk     | Torben Pauls (seit 2020)             | Steffen Ulrich-Lynge (seit 2020)      | 72,6 Mio. DKK            | [ 8 ]        |
| Sikuki Nuuk Harbour                | 100 %                  | Hafenwirtschaft              | 2013          | Nuuk     | John Rasmussen (seit 2016)           | Steen Montgomery-Andersen (seit 2022) | 70,9 Mio. DKK            | [ 9 ]        |
| Great Greenland                    | 100 %                  | Fellverarbeitung             | 1989          | Qaqortoq | Preben Møller (seit 2018)            | Juliane Henningsen (seit 2018)        | 14,2 Mio. DKK            | [ 10 ]       |
| Visit Greenland                    | 100 %                  | Tourismusvermarktung         | 1991          | Nuuk     | Anne Nivíka Grødem (seit 2022)       | Anette Lings (seit 2020)              | 16,7 Mio. DKK (2021)     | [ 11 ]       |
| Greenland Airports/Mittarfeqarfiit | 100 %                  | Flughafenwirtschaft          | 2016          | Nuuk     | Jens Lauridsen (seit 2020)           | Kjeld Zacho Jørgensen (seit 2020)     | 8,65 Mio. DKK (2021)     | [ 12 ]       |
| NunaGreen                          | 100 %                  | Energiewirtschaft            | 1985          | Nuuk     | Aviaaja Karlshøj Knudsen (seit 2024) | Line Frederiksen (seit 2024)          | 7,51 Mio. DKK            | [ 13 ]       |
| Nalik Ventures                     | 100 %                  | Wirtschaftsberatung          | 1986          | Nuuk     | Thomas Mogensen (seit 2023)          | Miki Lynge (seit 2022)                | kein Umsatz (2022)       | [ 14 ]       |